# HD 8673
Désignations
HD 8673 (ou HR 410) est une étoile binaire de la constellation d'Andromède.

## Système planétaire
Une exoplanète est en orbite autour de l'étoile primaire, il s'agit de HD 8673 b.
| Planète | Masse           | Demi-grand axe (ua) | Période orbitale (jours) | Excentricité    | Inclinaison | Rayon |
| ------- | --------------- | ------------------- | ------------------------ | --------------- | ----------- | ----- |
| b       | 14,2 (± 1,6) MJ | 3,02 (± 0,15)       | 1 634,0 (± 17,0)         | 0,723 (± 0,016) |             |       |